# Dream & Fantasy
『Dream & Fantasy』（ドリーム・アンド・ファンタジー）は、松田聖子通算48枚目のオリジナル・アルバム。2014年6月4日発売。発売元はユニバーサルシグマ。

## 解説
前作『A Girl in the Wonder Land』から1年ぶり。「音楽で夢と幻想の世界へ…」がテーマ。先行シングル「I Love You!! 〜あなたの微笑みに〜」を含む全10曲。

## 収録曲
全作詞：松田聖子（10以外）
全作曲：松田聖子・小倉良（10以外）
1. Dancing Dancing!!
  - 編曲：小倉良・栗尾直樹
2. I Love You!! 〜あなたの微笑みに〜
  - 編曲：小倉良・栗尾直樹・宮野幸子
3. Love Island
  - 編曲：小倉良・栗尾直樹
4. Angel
  - 編曲：小倉良・宮野幸子
5. My Wedding Day
  - 編曲：小倉良・栗尾直樹
6. Only one for me
  - 編曲：小倉良・宮野幸子
7. 私からのさよなら
  - 編曲：小倉良・栗尾直樹・宮野幸子
8. さよならBaby
  - 編曲：小倉良・栗尾直樹
9. Believe
  - 編曲：小倉良・宮野幸子
10. I reach for you
  - 作詞・作曲：Jorgen Elofsson・Par Westerlund
  - 編曲：小倉良・栗尾直樹

### DVD（初回限定盤Bのみ）
1. I Love You!! 〜あなたの微笑みに〜 (Music Video Making)
2. I Love You!! 〜あなたの微笑みに〜 (Music Video) (another version)
3. ミニインタビュー